# Sentry (Robert Reynolds)
De Sentry (echte naam Robert Reynolds) is een fictieve superheld uit de strips van Marvel Comics. Hij werd bedacht door Paul Jenkins en Jae Lee voor de serie "Marvel Knights", en hij maakte zijn debuut in zijn eigen serie in 2000.

## Publicatiegeschiedenis

### Geruchten
Marvel promootte de Sentry miniserie met het gerucht dat de Sentry een vergeten creatie van Stan Lee was, bedacht nog voordat hij de Fantastic Four creëerde. Stripboekblad Wizard: The Guide to Comics speelde in op dit gerucht door te vermelden dat Marvel enkele schetsen van een vergeten artiest genaamd Artie Rosen had gevonden, met daarop het ontwerp van een superheld bedacht door Stan Lee. Dit gerucht bleek uiteindelijk niet waar te zijn.
Toen de Sentry opdook in de stripserie New Avengers deed zich het gerucht ronde dat hij in werkelijkheid Thor was, die sinds het verhaal “Ragnarok” niet meer was gezien. Schrijver Brian Michael Bendis maakte bekend dat hij nooit dit idee had gehad. 
Er is ook het gerucht dat de Sentry in werkelijkheid de Beyonder was, immers een bijna-almachtig, maar mentaal kwetsbaar wezen dat al eerder een fascinatie met superhelden en een verlangen zélf een held te zijn had vertoond. Voor deze hypothese spreekt het feit dat 'Robert Reynolds' een anagram is van 'RR: Lost Beyonder".

### Een "Superman" voor Marvel?
Het ontwerp en de krachten van de Sentry zijn nogal ongewoon voor de moderne Marvel strips. Sentry’s ontwerp is veel meer in overeenstemming met het superheldenontwerp van Marvels grootste concurrent, DC Comics. De Sentry is tevens een van de weinige helden in het Marvel Universum die geliefd is bij het publiek.
De Sentry is duidelijk (en opzettelijk) gebaseerd op Superman, net als de eerdere Hyperion. Anders dan Hyperion is de Sentry een nogal ernstige satire, die een wel zeer broze en onvolmaakte "Superman" toont.

## Biografie
Hoewel de Sentry pas in 2000 werd geïntroduceerd, werd via flashbacks onthuld dat hij al veel langer aanwezig was in het Marvel Universum.
In de miniserie The Sentry uit 2000 herinnert Robert Reynolds zich dat hij de Sentry is, een superheld wiens kracht afkomstig was van een speciaal serum. Wanneer hij beseft dat zijn aartsvijand, de Void, terug zal keren, zoekt Reynolds een aantal prominente Marvel-personages op om hen te waarschuwen. Hij ontdekt tevens waarom niemand zich de Sentry herinnert.
De herinneringen aan de Sentry en de Void keren terug wanneer Reynolds met hen praat. De Sentry had Angel geleerd zijn angsten voor vliegen te overwinnen, en Peter Parkers foto van de Sentry leverde hem een Pulitzerprijs en beroemdheid op. De enige die de Sentry nooit is vergeten is de Hulk, die de Sentry kent als "de gouden man". Onder Sentry's invloed was de Hulk een tijdje een held die zijn gewelddadige acties opzij zette. Reed Richards herinnert zich dat de Sentry zijn beste vriend was en dat de Fantastic Four hem vaak vergezelde bij een missie.
Gedurende hun onderzoek ontdekken Reynolds en Reed Richards wat er gebeurd is: toen de Void jaren terug de aarde bedreigde ontdekten de helden dat de Sentry en de Void twee kanten van dezelfde persoon waren. Om de wereld te redden wiste Robert Reynolds de herinneringen aan hem bij vrijwel iedereen op aarde. Tevens wiste hij zijn eigen geheugen. Wanneer de helden zich opstellen aan de oostkust van de Verenigde Staten om de Void wederom te bevechten, realiseert Robert dat hij opnieuw een offer moet brengen. Met de hulp van zijn mechanische helper C.L.O.C., Richards, en Dr. Strange, wist Reynolds de herinneringen aan de Sentry wederom bij iedereen.
In de serie New Avengers uit 2004 verschijnt Reynolds opnieuw in de superschurkengevangenis de Raft. Tijdens een massale uitbraak waar verschillende Marvel superhelden bij betrokken zijn, verdedigt de Sentry een groep mensen tegen Carnage.
Uiteindelijk ontdekken de Avengers dat Mastermind, onder bevel van de Sentry's vijand de Crazed General, een "virus" in Reynolds' brein had aangebracht dat Reynolds' onderdrukte persoonlijkheid naar buiten bracht als de Void. Uiteindelijk weet Emma Frost hem van dit virus te ontdoen, waarna Sentry lid wordt van de Avengers (hoewel de wereld noch de Sentry, noch de Void herinnert).
In de tweede Sentry-miniserie uit 2005 heeft de Sentry inmiddels een status als superheld en beroemdheid opgebouwd bij een groot publiek. Kranten refereren aan hem als "De Gouden Wachter" (Engels: "the Golden Guardian"). Reynolds' psychologische problemen worden echter erger. Omdat hij het niet kan verwerken dat Reynolds, de Sentry en de Void een en dezelfde zijn, sluit hij de Void op in een kluis in zijn hoofdkwartier. Op C.L.O.C.'s aandringen opent Reynolds' psychiater Dr. Cornelius Worth de kluis, maar vindt daar enkel een stoel en een spiegel. Reynolds bezoekt de plaats waar hij voor het eerst zijn krachten kreeg, en Cornelius volgt hem.
Cornelius ontmoet de Void. Deze beweert dat Reynolds vaker in de Void verandert dan in de Sentry, en dat de Sentry slechts een bijproduct is van Reynolds' transformatie. Aangezien de Sentry maar de helft van Reynolds herinneringen heeft (de Void heeft de andere helft), weet hij niet of dit klopt. Hij wist de hele tijd dat de Void niet echt in de kluis zat. Hij hoopte alleen dat zolang Reynolds dacht dat de Void was opgesloten, hij niet terug zou keren.
Met behulp van Dr. Strange bezoekt de Sentry de plaats waar het serum dat hem zijn krachten gaf werd gemaakt. De Void beweert dat dit serum eigenlijk een verbeterde, maar ook gevaarlijkere, versie was van het super-soldaten serum dat Captain America zijn krachten gaf.
In New Avengers Annual #1, valt Yelena Belova de Avengers aan en steelt de krachten van de Sentry. Ze verslaat de Avengers, maar wordt zelf verslagen door een beeltenis van de Void. De Sentry behoudt zijn psychologische problemen, en zijn angst voor zijn duistere alias.
In de Civil War verhaallijn sluit de Sentry zich aan bij de helden die voor de registratiewet zijn.
Tijdens de World War Hulk vecht de Sentry als laatste redmiddel met de Hulk. Voor het eerst vecht hij zonder zich in te houden, tot zowel hij als de Hulk uitgeput zijn en in hun menselijke alter ego's terug veranderen.
In de Secret Invasion is de Sentry bijna hulpeloos, omdat de sluwe Skrulls hem er, met slim gebruik van hun gedaanteveranderingskrachten, van overtuigen dat de hele invasie een waanvoorstelling is die door zijn krachten werkelijkheid is geworden. Totaal in de war vlucht hij naar de buitenste grenzen van het zonnestelsel.
Norman Osborn weet van de verwarring van de Sentry gebruik te maken door hem over te halen zich bij zijn versie van de Vergelders te voegen. Hij slaagt er zowaar in het zelfs met de Void op een akkoordje te gooien.
Tijdens de aanval op Asgard gaat de Sentry/ Void volkomen los, is nu alle controle totaal kwijt, en lijkt ofwel in een demonische vorm te veranderen, of misschien voor het eerst zijn ware gedaante aan te nemen.

## Krachten en vaardigheden
De krachten van de Sentry komen - althans, voor zover hij zich herinnert - van een serum. Hij absorbeert zonnestraling voor kracht, en zijn moleculen bevinden zich een fractie vóóruit op de huidige tijdlijn. Zijn meeste krachten en hun limieten zijn onbekend, maar hij beschikt onder andere over bovenmenselijke kracht, snelheid en zintuigen, onkwetsbaarheid en de gave om te vliegen. Zijn kracht is ten minste gelijk aan - maar mogelijk veel groter dan - die van Hercules, Thor en de Hulk. Hij kan snel genoeg bewegen om kogels te vangen. Nick Fury maakte bekend dat SHIELD geen manier heeft kunnen vinden om de Sentry zelfs maar te verwonden, en Iron Man’s scanners konden geen zwakke plek vinden in de Sentry’s lichaam.
De Sentry beweerde in onder andere New Avengers #24 en in Civil War - The Return dat hij de kracht van “een miljoen exploderende zonnen” heeft. Sentry wordt echter zwakker in de Negative Zone.
Hij kan energievelden oproepen en heeft mentale krachten. Hij was ooit in staat zijn herinneringen over te brengen op een ander persoon. Tijdens confrontaties met Ultron, Morgana le Fay en de Molecule Man bleek dat zijn krachten mogelijk veel verder reiken dan tot nu werd aangenomen: hoewel hij minstens twee maal volkomen werd gedesintegreerd, verscheen hij domweg weer uit het niets. Toen zijn echtgenote Lindy was gedood, wekte hij haar weer tot leven.
Als de Void heeft Reynolds de gave om van vorm te veranderen, macht over het weer en duisternis. Tevens kan hij in ieder persoon de grootste angst en/of psychologische zwakte isoleren, vergroten en gebruiken. De Void is Sentry’s alias en vijand, en het sterkst gedurende de nacht, en in de Negative Zone. Bij één bepaalde gelegenheid nam hij het op tegen de Vergelders, de X-Mannen, de Fantastic Four, Namor en een peloton SHIELD-agenten tegelijk, en ze wisten zich amper staande te houden.
Hoewel de Sentry lichamelijk dus vrijwel onaantastbaar is, is hij psychologisch uitzonderlijk kwetsbaar. Robert Reynolds was een schizofreen met pleinvrees. De pleinvrees lijkt te zijn genezen.
De Sentry - en, naar is gebleken, ook de Void - kunnen verrassend makkelijk bepraat worden door een sluwe en welbespraakte tegenstander.

## Marvel Cinematic Universe
Sinds 2025 verschijnt Robert "Bob" Reynolds / Sentry in het Marvel Cinematic Universe waarin hij wordt vertolkt door Lewis Pullman. In dit universum verandert hij voor een korte tijd in de superschurk "Void".
Robert "Bob" Reynolds / Sentry verschijnt in de volgende films:
- Thunderbolts* (2025)